# Darley Arabian
Darley Arabian ist einer der drei Gründerhengste des englischen Vollbluts. Der Araber-Hengst wurde 1700 vermutlich in Syrien geboren und von dem englischen Kaufmann Thomas Darley 1704 nach England exportiert, wo er auf einem kleinen Landgestüt der Darley-Familie als Deckhengst eingesetzt wurde. Seine Nachkommen fielen durch ihre große Rennleistung auf, so dass sie in der Zucht des englischen Vollbluts eine dominierende Rolle einnahmen. Nach einer 2001 in Animal Genetics veröffentlichten und danach mehrfach bestätigten Studie gehen allein in der väterlichen Linie 95 % aller englischen Vollblüter auf diesen Hengst zurück. Er hat damit zumindest in der väterlichen Linie die beiden anderen Gründerhengste des Englischen Vollbluts Byerley Turk und Godolphin Barb weitgehend verdrängt.

## Herkunft
Darley Arabian wurde im März oder April 1700 vermutlich in Syrien geboren und um die Mitte des Jahres 1702 von Thomas Darley, dem er seinen Namen verdankt, von einem nomadisierenden Beduinenstamm gekauft. 1704 ließ Darley, der als Mitglied der Levant Company in Aleppo mit Stoffen handelte, den Hengst von İskenderun aus per Schiff nach England zu seinem Vater transportieren. Möglicherweise erfolgte dies als Entschädigung dafür, dass dieser Jahre zuvor mit einer Zahlung von 500 Pfund Sterling dem in finanzielle Schwierigkeiten geratenen Darley ausgeholfen hatte. Der Transport eines arabischen Pferdes stellte einen Verstoß gegen die Gesetze des Ottomanischen Reiches dar, allerdings variierte der Grad, mit dem dieses Exportverbot durchgesetzt wurde.
Anders als sein ein Jahr zuvor nach England geschickter Bruder überlebte Darley Arabian diesen Transport, bei dem Pferde im Schiffsinneren über Wochen mit Hängematten fixiert wurden. Das Risiko, dass der junge Hengst den Transport nicht überleben würde, wurde aufgewogen durch den Wert, den das Pferd in England hatte. Seitdem dort seit etwa Ende des 16. Jahrhunderts orientalische Rassen zunehmend Bewunderer fand, wurden Hengste aus dem Nahen Osten zu hohen Preisen gehandelt. In dem Erbschaftsstreit nach dem Tod des hoch verschuldet verstorbenen Thomas Darley wurde dem Hengst ein Wert von 300 Pfund Sterling beigemessen, dem Gegenwert von 40 guten Kutschenpferden.
In einem noch vorhandenen Brief, der auf den 21. Dezember 1703 datiert ist, schrieb Thomas Darley seinem Bruder John: “... of the most esteemed race among the Arrabs, both by sire and dam, and the name is called Mannicka” („... von der am höchsten geschätzten Rasse unter den Arabern, sowohl von Vater- als auch von Mutterseite, und der Name ist Mannicka“). Muniquis (oder Mannicka, wie Thomas Darley schreibt) sind keine klassischen bzw. Vollblut-Araber, sondern stammen von Turkmenenpferden (Achal-Tekkiner) ab, die in Syrien und im Irak zu Rennzwecken rein gezüchtet wurden, wie Carl Raswan in seinem Standardwerk Trinker der Lüfte schreibt.

## Deckhengst

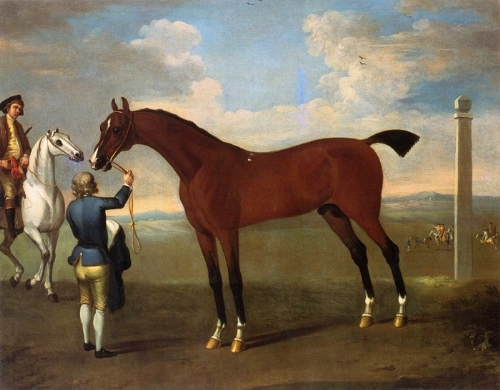
Flying Childers, direkter Nachkomme des Darley Arabian

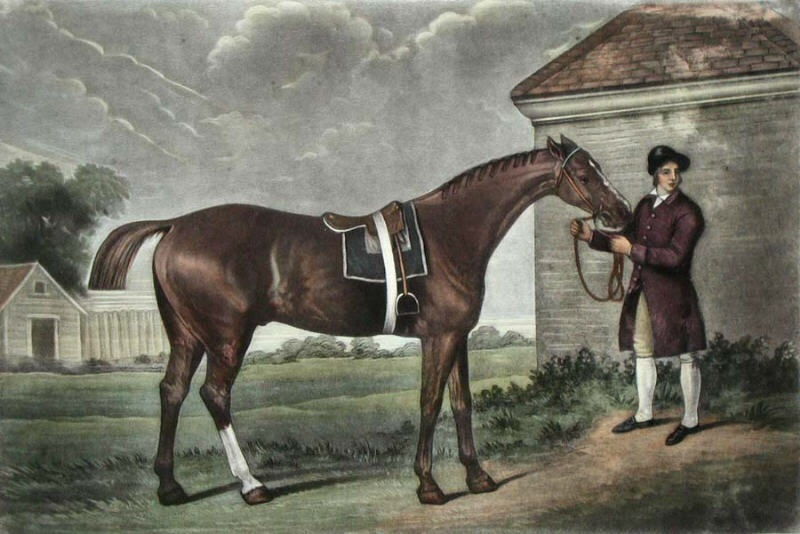
Eclipse, Nachfahre von Darley Arabian, Porträt von George Stubbs

Es ist nicht genau bekannt, wann Darley Arabian in England ankam. Sicher ist, dass er etwa im Sommer 1704 zunächst im irischen Kinsale europäischen Boden betrat und vermutlich von dort nach wenigen Tagen weiter transportiert wurde. Seine Ankunft auf Aldby Park, Buttercrambe, dem Sitz der Familie Darley wurde nicht genau dokumentiert – letztlich waren seit 1649 rund 200 Hengste aus Nordafrika, der Levante oder der Türkei nach England gelangt, so dass die Ankunft eines weiteren Hengstes keine besondere Aufmerksamkeit erregte. Die meisten der importierten Hengste standen wie Darley Arabian auf Landsitzen und Gestüten in dem für seine Pferdezucht bekannten North Yorkshire.
Laut General Stud Book wurde der Hengst zwischen 1706 und 1719 zur Zucht eingesetzt. Die Familie Darley besaß selbst nur eine Handvoll Zuchtstuten, so dass der Hengst jeweils im Frühjahr nur wenige Stuten deckte. Nachgewiesen sind nur etwa zwanzig Fohlen, die von Darley Arabian gezeugt wurden. Die Zahl seiner direkten Nachkommen war vermutlich größer, aber in dem erst 1791 begonnenen General Stud Book wurden nur zwanzig seiner Nachkommen für wert befunden, aufgenommen zu werden. Zwei der Nachkommen, Aleppo und Almanzor, schnitten bei Rennen gut ab und wurden später erfolgreich in der Zucht eingesetzt. Noch erfolgreicher war Whistlejacket, der 1712 überlegen ein Pferderennen in York gewann und anschließend von der Familie Darley an den Züchter Leonard Childers verkauft wurde. Childers war von Whistlejacket so beeindruckt, dass er seine Stute Betty Leedes auf dem Gestüt der Familie Darley zweimal von Darley Arabian decken ließ. Flying Childers, der 1714 geborener Hengst aus dieser Anpaarung, gilt als eines der ersten wahren Rennpferde. In den sechs Rennen, die er von 1721 bis 1723 lief, blieb er ungeschlagen. Er wurde von Childers letztlich an William Cavendish, 2. Duke of Devonshire verkauft und deckte dort nach dem Abschluss seiner Rennkarriere nur noch die Stuten im Gestüt des Herzog. Die meisten der heutigen Englischen Vollblutpferde gehen jedoch nicht über diesen Hengst auf Darley Arabian zurück, sondern über dessen Vollbruder Bleeding Childers, der nie Rennen lief. Der Hengst trug seinen Namen, weil er aus den Nüstern zu bluten begann, sobald er sich den Anstrengungen eines Rennens unterzog. Er erwies sich aber als der erfolgreichere Vererber. Über die Hengste Bleeding Childers, Squirt und Marske ist Darley Arabian der direkte Vorfahr von Eclipse. dem in England dominierenden Rennpferd der zweiten Hälfte des 18. Jahrhunderts.
Darley Arabian war auf Grund der Rennerfolge von Flying Childer 1722 Champion der Vaterpferde in England und Irland. Dabei wird für jeden Deckhengst die Gewinnsumme seiner Söhne und Töchter im zurückliegenden Jahr ermittelt. Es zählen Preisgelder, welche die Söhne und Töchter in Flachrennen in England und Irland gewonnen haben.
Bis 2016 führten 87 Hengste aus seiner Hengstlinie insgesamt 187-mal die Hengstliste von England und Irland an. Im Vergleich dazu gehen lediglich 17 Hengste, die 59 Champions waren, auf Byerly Turk zurück. Der letzte Hengst aus dieser Linie, der Champion der Vaterpferde war, war Tetratema im Jahre 1929. Zwölf Hengste aus der direkten Linie von Godolphin Arabian waren 32-mal Champion, letztmals der Hengst Chansonnier im Jahre 1964.